# Bâtiment de la Poste 1 à Niš
Le bâtiment de la Poste 1 à Niš (en serbe cyrillique : Зграда Поште 1 у Нишу ; en serbe latin : Zgrada Pošte 1 u Nišu) se trouve à Niš, dans la municipalité de Medijana et dans le district de Nišava, en Serbie. Il est inscrit sur la liste des monuments culturels protégés de la république de Serbie (identifiant no SK 1917),,.

## Présentation

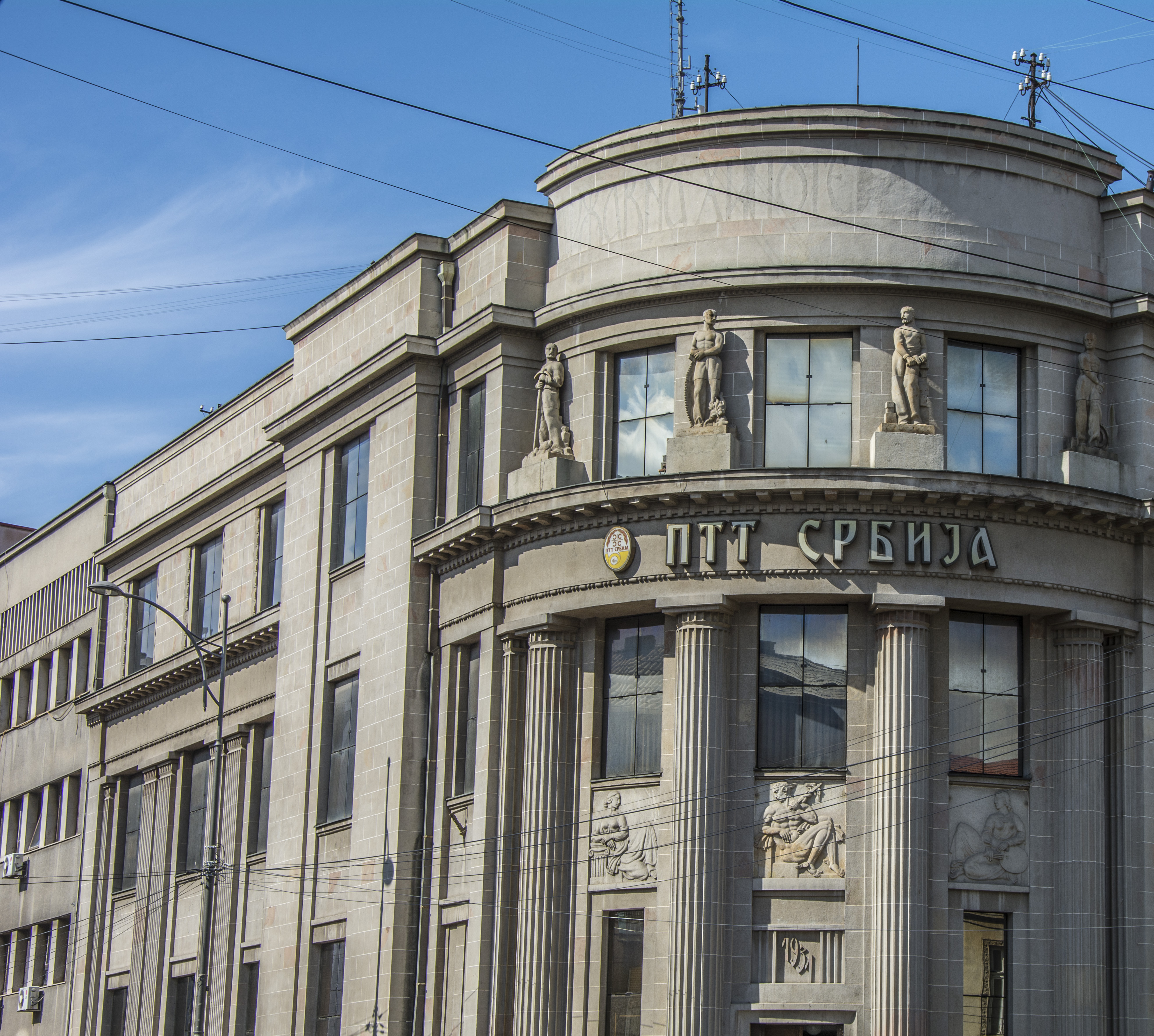
Détail de la façade d'angle du bâtiment.

Le bâtiment, situé 11 rue Vožda Karađorđa, a été construit en 1931 selon un projet de l'architecte Vojin Petrović,, qui a notamment conçu le bâtiment des Archives de Yougoslavie à Belgrade (construit entre 1930 et 1933). Il a été bâti pour abriter la Banque hypothécaire de Niš,.
Il est constitué d'un sous-sol, d'un haut rez-de-chaussée, de deux étages et d'un grenier,. Construit à l'angle des rues Vožda Karađorđa et Orlovića Pavla, il est doté d'une façade d'angle monumentale en demi-cercle et de deux ailes latérales peu profondes en avancée,.
Il doit son style éclectique à un mélange d'architecture post-académique et d'architecture moderniste,. La façade principale est ornée de quatre piliers cannelés massifs qui soutiennent le cordon du second étage ; au premier étage, trois reliefs avec des figures féminines ont été placés sous les fenêtres centrales ; au seconde étage, quatre statues d'hommes reposant sur des piédestaux carrés encadrent les fenêtres,. Les façades latérales sont rythmées verticalement par des doubles pilastres peu profonds,. L'aspect « moderne » du bâtiment est notamment visible dans la présence de surfaces sans décoration,. 
Un escalier demi-circulaire en granite segmenté avec des lanternes géométriques placées sur un piédestal carré conduit à l'entrée principale fermée par un portail en fer à deux vantaux,.
Dans la partie d'angle, l'entrée ouvre sur un hall circulaire avec un grand escalier en marbre,. La décoration intérieure est soignée, avec des plafonds à caissons, des parapets en stuc et des éléments de menuiserie et de serrurerie ouvragés.
Depuis la Seconde Guerre mondiale, le bâtiment abrite la poste principale de la ville, aujourd'hui connue sous le nom de « bureau de poste 1 »,.
En plus de valeur architecturale et stylistique, le monument culturel contribue à l'histoire des activités bancaires et économiques dans le sud de la Serbie dans l'entre-deux-guerres.